# Stiel-Melde
Die Stiel-Melde (Atriplex longipes) ist eine Pflanzenart aus der Gattung der Melden (Atriplex) innerhalb der Familie der Fuchsschwanzgewächse (Amaranthaceae).

## Beschreibung und Ökologie

### Vegetative Merkmale
Die Stiel-Melde ist eine einjährige krautige Pflanze. Der aufrechte Stängel ist basal verzweigt mit bogenartig aufsteigenden, langen Ästen und erreicht eine Länge von meist 20 bis 60, selten bis zu 90 Zentimetern.
Die Laubblätter sind wechselständig (die untersten auch gegenständig) am Stängel angeordnet. Ihre beiderseits grüne Blattspreite ist dreieckig-spießförmig, ab und zu auch elliptisch, und an der Basis etwas keilförmig.

### Blütenstand und Blüte
Die Stiel-Melde ist einhäusig getrenntgeschlechtig (monözisch). Männliche Blüten enthalten fünf Blütenhüllblätter (Tepalen) und fünf Staubblätter. Weibliche Blüten, die nur aus dem Fruchtknoten bestehen, werden umhüllt von zwei nur am Grunde verwachsenen Vorblättern. Diese sind bei einer Länge von 5 bis 20 mm (bis 25 mm) dreieckig bis rhombisch-dreieckig, ganzrandig oder schwach gezähnt, mit glatter Rückseite ohne Anhängsel. Kennzeichnend für die Art ist, dass die meisten Vorblätter etwa 5 bis 15, selten bis 30 Millimeter lang gestielt sind.
Als Blütezeit wird für Deutschland Mai bis Juni und für die russische Ostseeküste Juli bis August angegeben. Die Bestäubung erfolgt in der Regel durch den Wind, ist aber auch durch Insekten oder durch Selbstbestäubung möglich.

### Frucht und Samen
Es gibt zwei Samentypen (Heterokarpie): rötlich-schwarze, etwas konvexe bis flache Samen mit einem Durchmesser von meist 1,2 bis 1,8, selten bis 2,5 Millimeter sowie rot-braune, konkave Samen mit einem Durchmesser von 2,0 bis 4,0 mm.
Die Ausbreitung der von den Vorblättern umgebenen Frucht erfolgt durch das Wasser (Hydrochorie). Die Diasporen sind nach Suchorukow (2007) lange schwimmfähig. Dabei dient der ausgestreckte Abschnitt der Vorblätter als Gegengewicht zum Vorblätterteil, der die Frucht enthält.

### Chromosomenzahl
Die Chromosomenzahl beträgt 2n = 18.

### Photosyntheseweg
Die Stiel-Melde ist eine C3-Pflanze mit normaler Blattanatomie.

## Vorkommen und Gefährdung
Das Verbreitungsgebiet der Stiel-Melde umfasst die Meeresküsten von Westeuropa und des südlichen Skandinaviens, des Vereinigten Königreichs und der Niederlande im Westen bis nach Finnland im Osten. Ihr Lebensraum sind Brackwasser-Salzmarschen.
In Deutschland ist die Stiel-Melde in Salzpflanzenfluren an den Küsten von Nordsee und Ostsee heimisch.
Während die Stiel-Melde in Niedersachsen und Bremen ungefährdet ist, gelten ihre Bestände in Schleswig-Holstein und Hamburg als „vom Aussterben bedroht“ (Rote Liste gefährdeter Arten 1).

## Systematik
Die Stiel-Melde (Atriplex longipes) zählt zur Sektion Teutliopsis Dumort. innerhalb der Gattung Atriplex. Zusammen mit der Frühen Melde (Atriplex praecox Hülph.) und Atriplex nudicaulis Bogusl. wird sie zum Atriplex longipes-Aggregat zusammengefasst.
Die Erstbeschreibung von Atriplex longipes erfolgte 1838 durch Salomon Thomas Nicolai Drejer in Flora excursoria hafniensis, S. 107. Synonyme von Atriplex longipes Drejer sind Atriplex prostrata var. longipes (Drejer) Meijden und Atriplex stipitata var. longipes (Drejer) Westerl.
Atriplex longipes neigt zur Bildung von Hybriden mit Atriplex prostrata.